# Osiwci (obwód wołyński)
Osiwci (ukr. Осівці; do 1946 roku Olble Lackie) – wieś na Ukrainie w rejonie koszyrskim obwodu wołyńskiego. W 2025 roku liczyła 1196 mieszkańców.

## Historia
Pod koniec XIX wieku wieś należała do gminy Kamień Koszyrski w powiecie kowelskim.